# The House of Terror (film 1909)
The House of Terror è un cortometraggio muto del 1909. Il nome del regista non viene riportato nei credit del film.

## Trama
I paesani sono atterriti dai suoni e dalle strane visioni che appaiono alle finestre di un antico castello perso nella campagna. Riunito un gruppo di coraggiosi armati di forconi e fucili, gli uomini del villaggio irrompono nel salone sfondando le finestre. In casa, trovano il professor Pinnini alle prese con le prove di un concerto. I paesani vengono buttati fuori di casa senza tanti complimenti e il professore può riprendere il suo lavoro senza più fastidi da parte dei suoi ben intenzionati vicini impiccioni.

## Produzione
Il film fu prodotto dalla Lubin Manufacturing Company.

## Distribuzione
Distribuito dalla Lubin Manufacturing Company, il film - un cortometraggio della lunghezza di 70,1 metri - uscì nelle sale cinematografiche statunitensi il 29 aprile 1909. Nelle proiezioni, veniva programmato con il sistema dello split reel, accorpato in un'unica bobina con un altro cortometraggio prodotto dalla Lubin, la commedia Boys Will Be Boys.